# Philharmostes bicolor
Philharmostes bicolor là một loài bọ cánh cứng trong họ Hybosoridae. Loài này được Boucomont miêu tả khoa học năm 1937.